# The Girl I Like Forgot Her Glasses
The Girl I Like Forgot Her Glasses (好きな子がめがねを忘れた?, Suki na ko ga megane o wasureta, lett. "La ragazza che mi piace ha dimenticato gli occhiali") è un manga scritto e disegnato da Koume Fujichika, pubblicato per la prima volta sull'account Twitter dell'autrice nell'aprile 2018 prima di essere serializzato sulla rivista Monthly Gangan Joker di Square Enix a novembre dello stesso anno. La serie si è conclusa nell'aprile 2024. I suoi capitoli sono stati raccolti in dodici volumi tankōbon a partire da giugno 2024. Un adattamento anime della serie, prodotto dallo studio GoHands, è stato trasmesso da luglio a settembre 2023. Tale serie è stata pubblicata sottotitolata in italiano su Crunchyroll.
il franchise nel complesso ha raggiunto il milione di copie vendute nel mondo.

## Trama
Kaede Komura ha una cotta per la sua compagna di banco Ai Mie, da poco trasferita nella sua classe. Attratto dal suo fascino, spera che lei lo possa guardare con i suoi begli occhi, resi ancor più grandi dagli occhiali. Ma solo pochi giorni dopo averla conosciuta, nota qualcosa di diverso in Ai: le mancano gli occhiali e il suo sguardo è minaccioso, con gli occhi socchiusi.
Scopre così che Ai ha la tendenza a rompere o dimenticare spesso gli occhiali ed avendo una vista terribile ha molte difficoltà anche nelle cose più semplici, come trovare l'armadietto delle scarpe o leggere i libri. Kaede è più che disposto ad aiutarla e vede questo inconveniente quasi come una fortuna.
Quando Ai inizia a fare affidamento su di lui, i sentimenti di Kaede per lei crescono ancora di più. Allo stesso modo, nonostante la sua miopia, Kaede diventa lentamente la persona che Ai spera di vedere ogni giorno.

## Personaggi
Kaede Komura (小村 楓?, Komura Kaede)
Doppiato da: Masahiro Itō
Kaede è un ragazzo delle scuole medie timido e di buon carattere. Ha una cotta per Ai fin dai primi giorni di scuola, ma per paura di essere rifiutato gli è difficile confessarle il suo amore. Ama giocare ai videogiochi, specialmente quelli nelle sale giochi. Il ragazzo è descritto da Ai come gentile e disponibile, proprio come suo padre. Apparentemente, il ragazzo l'ha incontrata per la prima volta quando avevano entrambi 8 anni, in una gelateria.
Ai Mie (三重 あい?, Mie Ai)
Doppiata da: Shion Wakayama
Una ragazza delle medie talmente distratta da dimenticare sempre i suoi occhiali. Riesce ad arrivare a scuola senza di essi grazie al fatto che è vicina a casa sua. A volte parla come un guerriero, aspetto che le è stato trasmesso da suo padre. Ama visitare l'acquario e conoscere le creature marine. Ogni volta che la ragazza dimentica gli occhiali, perde la percezione della distanza, e quindi tende ad avvicinarsi a Kaede per vedere chiaramente il suo viso, facendolo arrossire.
Ren Azuma (連 東?, Azuma Ren)
Doppiato da: Ryōhei Kimura
Un compagno di classe di Kaede e Ai. È un ragazzo popolare a scuola ed è consapevole dei sentimenti reciproci di Kaede e Ai. Per il suo aspetto e la sua gentilezza, riceve spesso confessioni dalle ragazze, che rifiuta sempre gentilmente. A volte cerca di aiutare Ai, il che fa sentire Kaede geloso e impacciato.
Narumi Someya (染谷 成海?, Someya Narumi)
Doppiata da: Shino Shimoji
Una compagna di classe di Kaede e Ai. È una ragazza con le trecce che, in alcune occasioni, fa sentire Ai gelosa perché Kaede cerca di aiutarla o perché si avvicina troppo a lei accidentalmente. È uno dei personaggi che crede di più nella coppia Mie-Komura e in certe occasioni dà per scontato che i due siano in una relazione.
Tomo Yasaka (八坂 智?, Yasaka Tomo)
Doppiato da: Yūsuke Kobayashi
Uno degli amici più cari di Kaede che lo sorprende regolarmente mentre fissa Ai.
Asuka Kawato (川戸 あすか?, Kawato Asuka)
Doppiata da: Aya Uchida
Una delle amiche più care di Ai che viene spesso vista andare con lei.
Yuika Hibuchi (火渕 結衣花?, Hibuchi Yuika)
Doppiata da: Saki Miyashita
Una compagna di classe di Kaede e Ai che anche lei con problemi di vista come quest'ultima. In una certa occasione, aiuta Ai a indossare le lenti a contatto al festival sportivo. Hibuchi come Azuma si rivela un wingman chiave per la storia, come visto anche nel sesto episodio dove chiede a Mie di fare cambio posto con lei, per permetterle di stare accanto a Komura.
Tokita (時田?, Tokita)
Doppiato da: Kentarō Tone
Un compagno di classe di Kaede e Ai. Indossa un paio di occhiali e ha un aspetto paffuto.
Ise (伊勢?, Ise)
Un ex compagno di classe di Ai che le rubava spesso gli occhiali quando erano alle elementari.
Maho Tōyama (遠山 まほ?, Tōyama Maho)
Doppiata da: Minori Suzuki

## Media

### Manga
Suki na ko ga megane o wasureta è scritto e disegnato da Koume Fujichika, che ha inizialmente lanciato la serie come fumetto online sul proprio account Twitter nel 2018. Successivamente è iniziata la serializzazione sul Monthly Gangan Joker di Square Enix il 22 novembre 2018 e si è conclusa il 22 aprile 2024. Essa ha raccolto i suoi capitoli in singoli volumi tankōbon, il cui primo volume è stato pubblicato il 22 febbraio 2019. Al 20 giugno 2024 ne sono stati pubblicati dodici. I diritti per la versione digitale in inglese della serie sono stati acquistati da Comikey e quelli per la versione cartacea da Square Enix.

#### Volumi
| Nº | Data di prima pubblicazione | Data di prima pubblicazione                                                 | Data di prima pubblicazione |
| Nº | Giapponese                  | Giapponese                                                                  |                             |
| -- | --------------------------- | --------------------------------------------------------------------------- | --------------------------- |
| 1  | 22 febbraio 2019            | ISBN 978-4-7575-6026-0                                                      |                             |
| 2  | 22 giugno 2019              | ISBN 978-4-7575-6169-4                                                      |                             |
| 3  | 22 novembre 2019            | ISBN 978-4-7575-6395-7                                                      |                             |
| 4  | 22 febbraio 2020            | ISBN 978-4-7575-6531-9                                                      |                             |
| 5  | 22 maggio 2020              | ISBN 978-4-7575-6668-2                                                      |                             |
| 6  | 22 ottobre 2020             | ISBN 978-4-7575-6911-9                                                      |                             |
| 7  | 22 aprile 2021              | ISBN 978-4-7575-7208-9                                                      |                             |
| 8  | 21 ottobre 2021             | ISBN 978-4-7575-7502-8 (ed. regolare) ISBN 978-4-7575-7503-5 (ed. speciale) |                             |
| 9  | 22 giugno 2022              | ISBN 978-4-7575-7973-6 (ed. regolare) ISBN 978-4-7575-7974-3 (ed. speciale) |                             |
| 10 | 20 gennaio 2023             | ISBN 978-4-7575-8351-1                                                      |                             |
| 11 | 22 luglio 2023              | ISBN 978-4-7575-8677-2 (ed. regolare) ISBN 978-4-7575-8678-9 (ed. speciale) |                             |
| 12 | 20 giugno 2024              | ISBN 978-4-7575-9167-7 (ed. regolare) ISBN 978-4-7575-9168-4 (ed. speciale) |                             |

### Anime
Una serie televisiva anime basata sulla serie manga è stata annunciata il 13 gennaio 2023. Essa è prodotta dallo studio GoHands, diretta da Katsumasa Yokomine, con la direzione principale di Susumu Kudō e scritta da Tamazo Yanagi. Lo storyboard è stato affidato a Katsuyuki Kodera e Shingo Suzuki, il character design a Takayuki Uchida e la colonna sonora è stata composta da Jimmy Thumb P. La serie è stata trasmessa dal 4 luglio al 26 settembre 2023 su Tokyo MX, MBS e BS Asahi. La sigla di apertura è Name di Tsuzuri, mentre la sigla di chiusura è Megane Go Round del trio Masayoshi ga megane wo wasureta, formato da Masayoshi Ōishi, Masahiro Itō e Shion Wakayama. In tutto il mondo, ad eccezione dell'Asia e dell'Oceania, gli episodi sono stati trasmessi in streaming in simulcast, anche coi sottotitoli in lingua italiana, da Crunchyroll. Medialink ha concesso in licenza la serie nel sud, sud-est asiatico e Oceania (eccetto Australia e Nuova Zelanda) e l'ha trasmessa in streaming sul canale YouTube Ani-One Asia.

#### Episodi
| Nº | Titolo italiano Giapponese 「Kanji」 - Rōmaji                                                                                         | In onda           | In onda |
| Nº | Titolo italiano Giapponese 「Kanji」 - Rōmaji                                                                                         | Giapponese        |         |
| 1  | La ragazza che mi piace ha dimenticato gli occhiali 「好きな子がめがねを忘れた」 - Suki na ko ga megane o wasureta                    | 4 luglio 2023     |         |
| 2  | La ragazza che mi piace mi ha invitato a uscire 「好きな子に呼び出された」 - Suki na ko ni yobidasareta                               | 11 luglio 2023    |         |
| 3  | La ragazza che mi piace ha raccolto una lettera d'amore 「好きな子がラブレターを拾った」 - Suki na ko ga Rabu Retā o hirotta          | 18 luglio 2023    |         |
| 4  | La ragazza che mi piace mi ha fatto scegliere i suoi occhiali 「好きな子のめがねを選んだ」 - Suki na ko no megane o eranda            | 25 luglio 2023    |         |
| 5  | Ho incontrato a San Valentino la ragazza che mi piace 「好きな子とバレンタインデーに会った」 - Suki na ko to Barentain Dē ni atta     | 1º agosto 2023    |         |
| 6  | Ho affrontato il nuovo trimestre con la ragazza che mi piace 「好きな子と新学期を迎えた」 - Suki na ko to shin gakki o mukaeta        | 8 agosto 2023     |         |
| 7  | Ho portato a casa gli occhiali della ragazza che mi piace 「好きな子のめがねを持って帰った」 - Suki na ko no megane o motte kaetta    | 15 agosto 2023    |         |
| 8  | Ho assistito a una dichiarazione con la ragazza che mi piace 「好きな子と告白を見てしまった」 - Suki na ko to kokuhaku o miteshimatta | 22 agosto 2023    |         |
| 9  | Ho fatto una gita scolastica con la ragazza che mi piace 「好きな子と告白を見てしまった」 - Suki na ko to kokuhaku o miteshimatta     | 29 agosto 2023    |         |
| 10 | La ragazza che mi piace mi ha chiesto un favore 「好きな子にお願いされた」 - Suki na ko ni onegai sareta                              | 5 settembre 2023  |         |
| 11 | Il giorno del festival culturale con la ragazza che mi piace 「好きな子と文化祭の日に」 - Suki na ko to bunkasai no hi ni             | 12 settembre 2023 |         |
| 12 | Avrei voluto cucinare con la ragazza che mi piace 「好きな子と調理実習したかった」 - Suki na ko to chōri jisshū shitakatta            | 19 settembre 2023 |         |
| 13 | Ho fatto una promessa con la ragazza che mi piace 「好きな子と約束をした」 - Suki na ko to yakusoku o shita                           | 26 settembre 2023 |         |

## Accoglienza
Nel 2019 il manga si è classificato al 12º posto su 50 candidati nella categoria relativa alle serie cartacee dei Next Manga Awards. Nell'agosto 2023, il manga aveva oltre un milione di copie in circolazione.